# گنج و رنج
گنج و رنج فیلمی به کارگردانی صمد صباحی و نویسندگی صمد صباحی، رضا شمشادیان محصول سال ۱۳۴۶ است.

## خلاصه داستان
یک استاد موسیقی اتفاقاً با جوانی برخورد می‌کند که صدای خوشی دارد. او جوان را به اصول موسیقی آشنا می‌سازد. جوان در این حال شیفتهٔ دختر استادش می‌شود اما رقیبی دارد و جرئت پیش آمدن و خواستگاری را ندارد. جوان پس از شروع کار حرفه‌ای اش به سرعت پیشرفت پیدا کرده و اینبار با اعتماد به نفس به خواستگاری دختر استادش می‌رود و با او ازدواج می‌کند.

## بازیگران
- شهین
- فائقه آتشین
- عباس منتجم
- مهین دیهیم
- یوری
- صمد صباحی
- حسن رضایی
- مهردادیان
- صابر آتشین
- اکبر جنتی شیرازی
- مجید محسنی